# Отрей
Отрей (др.-греч. Ὀτρεύς) — персонаж древнегреческой мифологии. Фригиец, дочерью которого представляется Афродита. Отец Плакии (жены Лаомедонта). Воевал с амазонками в союзе с Приамом и Мигдоном. Его именем назван городок Отрея на границе Вифинии. Рассказывает аргонавтам о мариандине Лике.